# Dorfkirche Ristedt

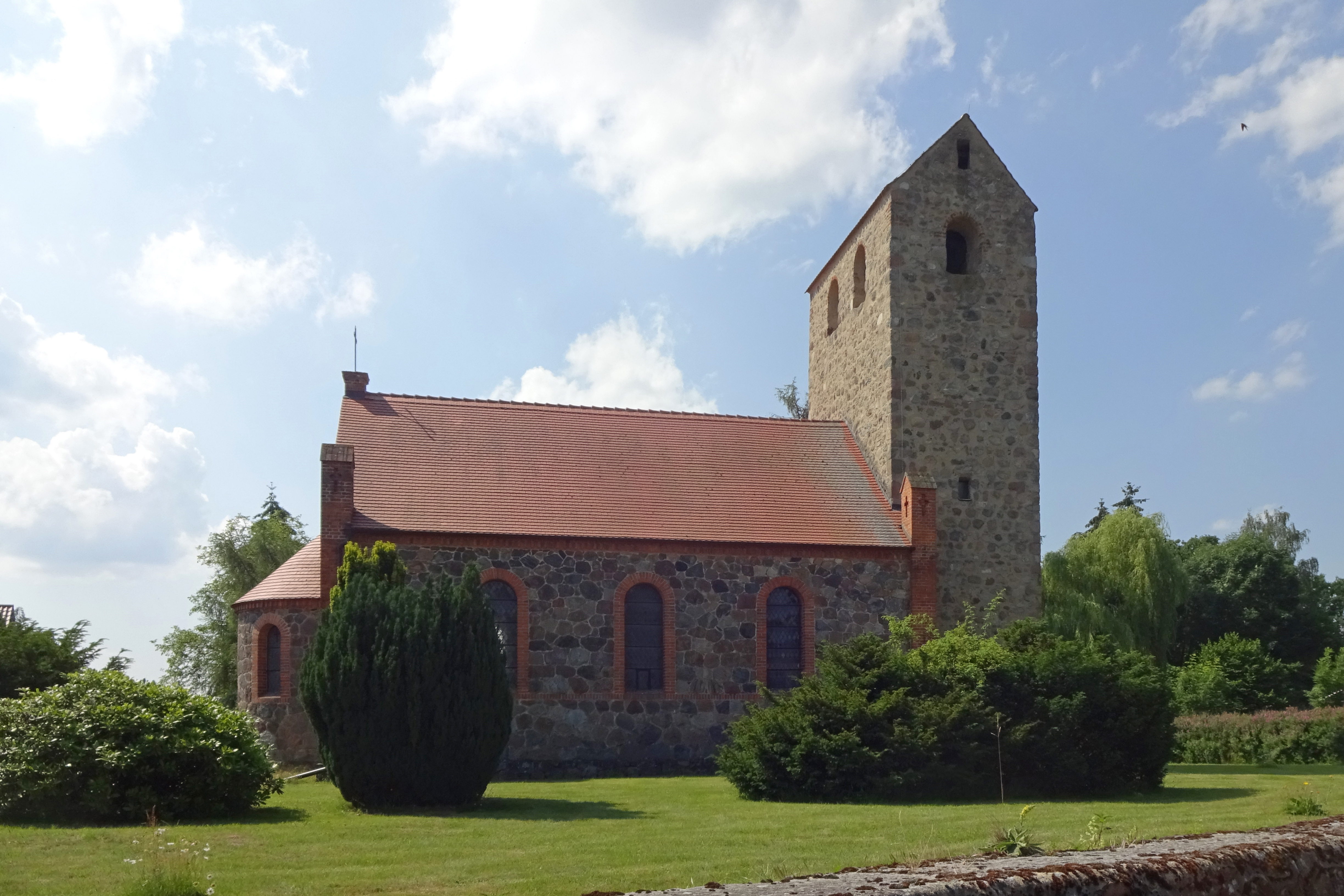
Dorfkirche Ristedt

Die evangelische Dorfkirche Ristedt ist eine im Kern romanische, großenteils historistisch erneuerte Saalkirche im Ortsteil Ristedt von Klötze im Altmarkkreis Salzwedel in Sachsen-Anhalt. Sie gehört zum Pfarrbereich Klötze im Kirchenkreis Salzwedel der Evangelischen Kirche in Mitteldeutschland.

## Geschichte und Architektur
Vom spätromanischen, im Jahr 1182 geweihten Feldsteinbau ist nur der Westquerturm mit rundbogigen Schallöffnungen und Satteldach erhalten. Das Schiff mit Rundapsis ist ein romanisierender Neubau aus dem Jahr 1888 aus behauenem Feldstein mit Gliederungen in Backstein. Die letzte Instandsetzung erfolgte 1978. Innen schließen eine flache Holzbalkendecke und Westempore mit Inschrift aus dem 17. Jahrhundert das Bauwerk. Das Turmuntergeschoss war ehemals durch einen Rundbogen zum Schiff geöffnet.

## Ausstattung
Das Hauptstück der Ausstattung ist ein kleines Schnitzretabel aus der Zeit um 1500; die Figuren und der Schrein waren ursprünglich nicht zueinander gehörig, die Fassung ist nicht original. Im Mittelschrein sind die Muttergottes und Jakobus der Ältere flankiert von vier weiblichen Heiligen dargestellt, links Katharina über Agnes, rechts Kunigunde über Barbara, auf den Flügeln acht männliche Heilige; die Predella ist auf 1888 datiert, eine Flachschnittarbeit mit Abendmahlsszene zwischen Medaillons der Evangelisten Matthäus und Johannes. Ein mächtiger romanischer Taufstein mit Kreuzigungsrelief ist erhalten, die Taufschale ist auf das Jahr 1666 datiert. Die übrige Ausstattung gehört der Zeit des historistischen Umbaus an.
Die Glocke trägt die Inschrift „●anno●d(omi)ni●M●cccclvitich●tide●brun●got●mich●Help●got“, die als „Im Jahr des Herrn eintausend vierhundert sechsundfünfzig. Tide Brun goss mich. Hilf Gott.“ gedeutet wird.